# Burg Lichteneck (Oberpfalz)
Die Burg Lichteneck, auch Burg Lichtenegg geschrieben, ist die Ruine einer ehemals hochmittelalterlich bis neuzeitlichen Gipfelburg, die sich im Gipfelbereich der „Schlossberg“ genannten Hügelkuppe auf 700 m ü. NHN erhebt. Sie befindet sich über dem Ortsteil Lichteneck der Gemeinde Rimbach im Landkreis Cham in Bayern. Die Anlage ist unter der Aktennummer D-2-61-000-479 als denkmalgeschütztes Baudenkmal von Lichteneck verzeichnet. Ebenso wird sie als Bodendenkmal unter der Aktennummer D-3-6743-0008 im Bayernatlas als „archäologische Befunde im Bereich der mittelalterlichen Burgruine Lichteneck“ geführt.

## Geschichte

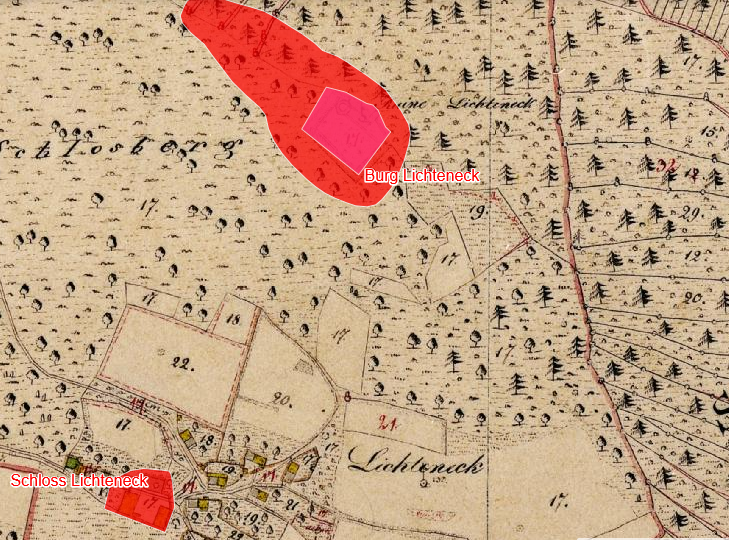
Lageplan von Burg und Schloss Lichteneck (Oberpfalz) auf dem Urkataster von Bayern

Die Burg wurde Anfang des 13. Jahrhunderts erbaut, 1301 als „castrum in Liehtenek“ erwähnt, war vermutlich Sitz eines Heinrich von Lichtenegg und im zweiten Drittel des 14. Jahrhunderts wurden die Herren von Lichteneck als Besitzer genannt. Von 1341 bis 1537 sollen die Sattelbogener die Burgherren auf der Burg gewesen sein. 1420 bis 1430 fanden vermutlich Zerstörungen durch Hussiten statt. Um 1490 wurde auch Herzog Albrecht von Bayern als Besitzer genannt und im 16. Jahrhundert die Familie Baumgartner. Zwischen 1527 und 1558 brannte die Burg ab und verfiel Ende des 16. Jahrhunderts. 1719 ließen die Pelkofen unterhalb der Ruine ein neues „Schlössl“ und 1719 die örtliche Pfarrkirche erbauen. Die Burg war ursprünglich der Mittelpunkt einer Hofmark, zu der große Teile des heutigen Gemeindegebiets gehörten. 1982 wurden die Reste der Burg saniert.

## Beschreibung
Bei der Burganlage handelt es sich um eine langgestreckte Anlage mit zwei Vorburgen und eine in Ober- und Unterburg geteilte Kernburg mit den Maßen von etwa 50 mal 57 Metern. Der 20 Meter hohe runde Bergfried hat einen Durchmesser von 7 Metern und unten eine Mauerstärke von 2,1 bis 2,2 Metern. 1990 wurden die Reste der ehemaligen Burgkapelle freigelegt. Der Burgplatz ist heute ein Bodendenkmal.

### Die Sage von Lichtenegg und Burg Hohenbogen
Die Legende sagt, dass die Ritter der Burg Lichtenegg und die Ritter der Burg Hohenbogen ihren viele Jahre anhaltenden Streit durch eine Hinterlist beendeten. Die Lichtenegger luden die Hohenbogener auf ihre Burg ein, überfielen während des Gelages die Burg der Hohenbogener, brannten sie nieder und warfen ihre Feinde in ihr Burgverlies.
Seit dieser Zeit soll das Burgfräulein, das mit einem Fluch ihrer Eltern belegt wurde, weil es heimlich zarte Bande mit einem böhmischen Ritter geknüpft hatte, allnächtlich in einem weißen Sterbekleid aus dem verfallenen Burgtor hervortreten, in den Burggraben herabsteigen und dort mit einem goldenen Kamm ihre Haare kämmen.